# Sant Cristòfol de Freixinet
Sant Cristòfol de Freixinet és l'església parroquial del nucli de Freixinet que forma part de l'Inventari del Patrimoni Arquitectònic Català de Riner (Solsonès).

## Descripció

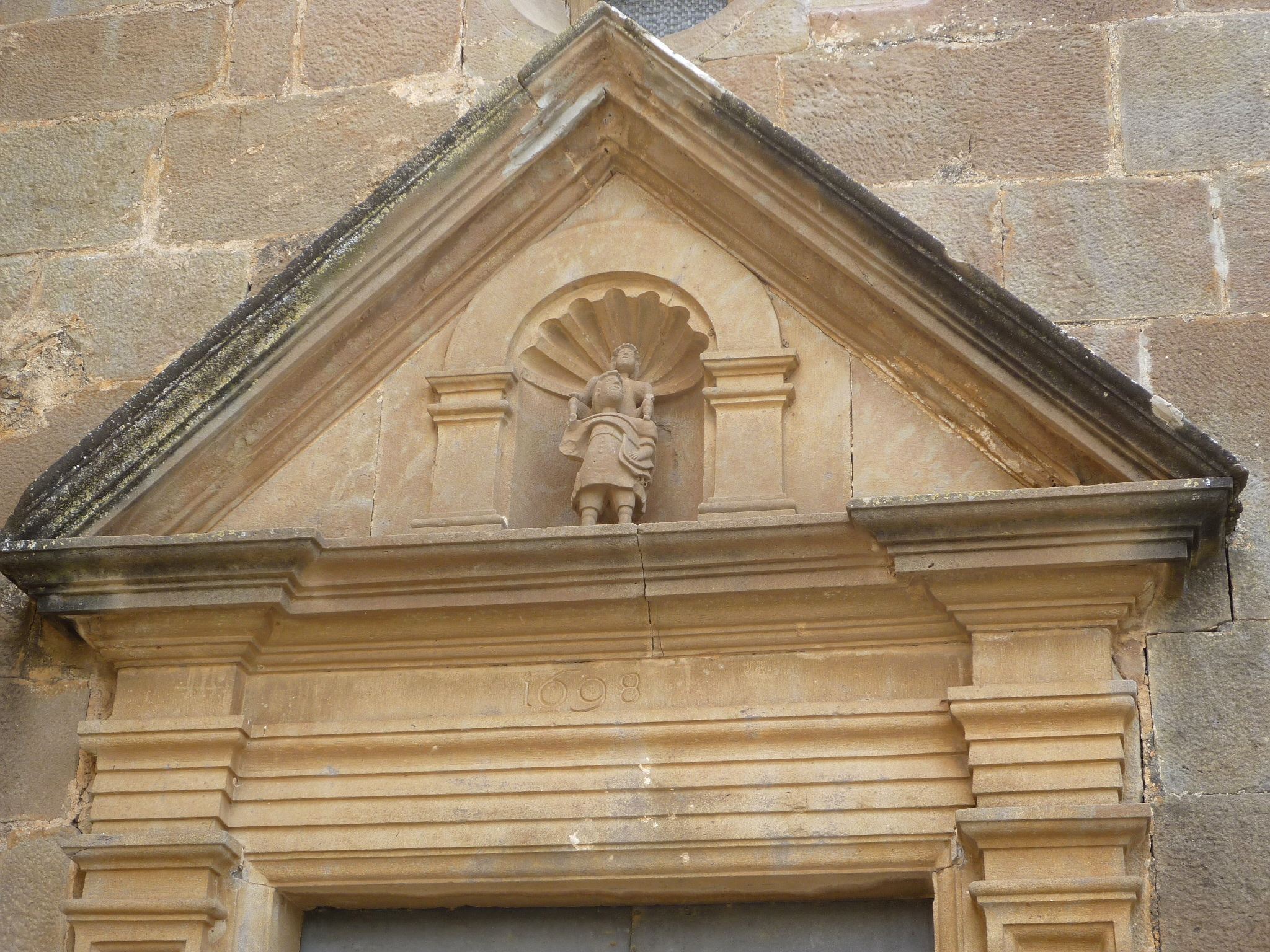
Frontó a la façana

Església neoclàssica rural, de planta rectangular d'una sola nau i orientada a l'est. Hi ha una petita construcció adossada a la cara sud, per tal d'obrir una capella a l'interior de l'església.
La porta, a la cara sud, és allindada i està flanquejada per dos pilastres motllurades que sustenten un entaulament amb frontó triangular; dintre del frontó hi ha una fornícula amb la imatge de Sant Cristòfol. Al damunt de la portalada hi ha un petit rosetó i corona la façana un campanar d'espadanya de dos ulls. La porta té la data de 1698. Al davant de l'església hi ha tres esgraons de pedra picada. El parament és de carreus tallats i col·locat en filades.
Al costat de l'església hi ha la rectoria, construïda l'any 1866.

### Notícies històriques
L'església de Freixenet és sufragània de la parròquia de Riner. El senyoriu de Freixenet havia estat de la família de Pinós. Ramon de Pinós el va vendre l'any 1408 a Sant Vicenç de Cardona.